# Un autre univers
Albums de Tina Arena
Just me
(2001) Songs of Love and Loss
(2007)
Singles
1. Aimer jusqu'à l'impossible
Sortie : 14 novembre 2005
2. Je m'appelle Bagdad
Sortie : 22 mai 2006
3. Tu aurais dû me dire (Oser parler d'amour)
Sortie : 30 octobre 2006

Un autre univers, sorti en 2005, est le sixième album de Tina Arena et le premier album intégralement en français de la chanteuse australienne. Il est monté jusqu'à la 9e place dans le classement français, en novembre 2006, c'est la position la plus élevée depuis son entrée dans le tableau presque un an plus tôt. L'album mélange diverses sonorités de guitares acoustiques, de cordes et de toutes sortes de styles qui composent ces 13 nouvelles pistes, incluant un duo avec le légendaire chanteur français Henri Salvador.
Le single Aimer jusqu'à l'impossible est son plus gros hit français à ce jour après ses débuts au #3 en novembre 2005 et demeurant dans le top 5 pendant plus de 10 semaines. En février 2006, le single devient disque de platine en France. Un deuxième single Je m'appelle Bagdad a été publié en mai et un troisième Tu aurais dû me dire (Oser parler d'amour) en octobre 2006.

## Listes des chansons
| No  | Titre                                      | Auteur                                             | Durée |
| --- | ------------------------------------------ | -------------------------------------------------- | ----- |
| 1.  | Aimer jusqu'à l'impossible                 | Elodie Hesme                                       | 3:21  |
| 2.  | Tu aurais dû me dire (Oser parler d'amour) | Mathias Goudeau and Kapler                         | 3:21  |
| 3.  | Je m'appelle Bagdad                        | Hesme                                              | 4:17  |
| 4.  | Si tu veux mon cœur                        | Tina Arena and Tom Nichols, Iren Bo                | 5:09  |
| 5.  | J'ai envie de savoir                       | Arena, Duck Blackwell, and Paul Guardiani, Iren Bo | 4:28  |
| 6.  | S'il fait prier                            | Kapler                                             | 3:34  |
| 7.  | Il y a des jours                           | LP. Kovski                                         | 3:33  |
| 8.  | Un autre univers                           | Arena, Trina Harmon, and Tyler Hayes               | 3:51  |
| 9.  | Et puis après (en duo avec Henri Salvador) | Salvador                                           | 2:42  |
| 10. | Changer                                    | Jacques Veneruso                                   | 2:56  |
| 11. | Si j'avais le temps                        | Arena, Patrick Fiori & Hare                        | 4:10  |
| 12. | Jamais non jamais                          | Arena and Franck Fossey                            | 4:23  |
| 13. | Simple Désir                               | Arena and Lucy Harrison, Iren Bo                   | 2:50  |